# Skadden, Arps, Slate, Meagher & Flom
Skadden, Arps, Slate, Meagher & Flom LLP and Affiliates är en amerikansk multinationell advokatbyrå som anses vara världens näst största efter omsättning, på $2,31 miljarder för 2015. De har en arbetsstyrka på omkring 4 300 anställda varav minst 2 000 är jurister.
Advokatbyrån är namngiven efter de före detta delägarna i Marshall Skadden, Les Arps, John Slate, William Meagher och Joseph Flom. De har sitt huvudkontor i 4 Times Square på Manhattan i New York, New York.

## Närvaro
Skadden har 23 kontor på fem kontinenter.
| Asien: - Hongkong, Kina - Peking, Kina - Seoul, Sydkorea - Shanghai, Kina - Singapore - Tokyo, Japan | Europa: - Bryssel, Belgien - Frankfurt, Tyskland - London, England, Storbritannien - Moskva, Ryssland - München, Tyskland - Paris, Frankrike | Oceanien: - Sydney, Australien | Nordamerika: - Boston, MA - Chicago, IL - Houston, TX - Los Angeles, CA - New York, NY - Palo Alto, CA - Toronto, ON, Kanada - Washington, D.C. - Wilmington, DE | Sydamerika: - São Paulo, Brasilien |